# Ісмагілов Саїд Валерійович
Шейх Саїд Ісмагілов (тат. Шәех Сәид Исмәгыйлев, трансліт. Şəyex Səid Isməğilev), справжнє ім'я Ісмагілов Сергій Валерійович (тат. Сергей Валерий улы Исмәгыйлев, трансліт. Sergey Valeriy ulı Isməğilev) — муфтій Духовного управління мусульман України «Умма» (до 2022 року), один з мусульманських духовних лідерів України, Президент ВГО «Український центр ісламознавчих досліджень», Голова мусульманської громади «Нур» міста Донецька, член Донецької міської громадської організації «Аль-Амаль». Український вчений-ісламознавець, член Донецького обласного осередку Української асоціації релігієзнавців (УАР), член Правління Центру релігієзнавчих досліджень та міжнародних духовних стосунків, член Ради церков і релігійних організацій Донецької області, викладач богословських та релігієзнавчих дисциплін Українського ісламського університету (2001—2002), відомий громадський діяч.
Вважає своїм головним завданням виховувати мусульман України як невіддільну частину українського суспільства.

## Основні біографічні дані
Народився 9 серпня 1978 року у місті Донецьк. Одружений, має сина.

## Освіта
У 1985 році пішов у середню школу № 60 міста Донецька.
У 1993 році вступив до Донецького політехнічного технікуму на факультет технічної механіки, який закінчив в 1997 році.
Вищу релігійну освіту отримав на теологічному факультеті Московського вищого духовного ісламського коледжу (нині — Московський ісламський університет), який з відзнакою закінчив у 2001 році, отримавши звання імам-хатиб.
Володіє 4 мовами: українська, російська, татарська, арабська.
У 2002 році вступає на факультет філософії і релігієзнавства Донецького державного інституту штучного інтелекту. З жовтня 2007 року ДонДІШІ отримує 4 рівень акредитації і стає Державним університетом інформатики і штучного інтелекту, який Саїд успішно закінчує в 2007 році і як наслідок має два дипломи: 1) Диплома бакалавра філософії, 2) Диплом магістра релігієзнавства.

## Релігійна і громадська діяльність

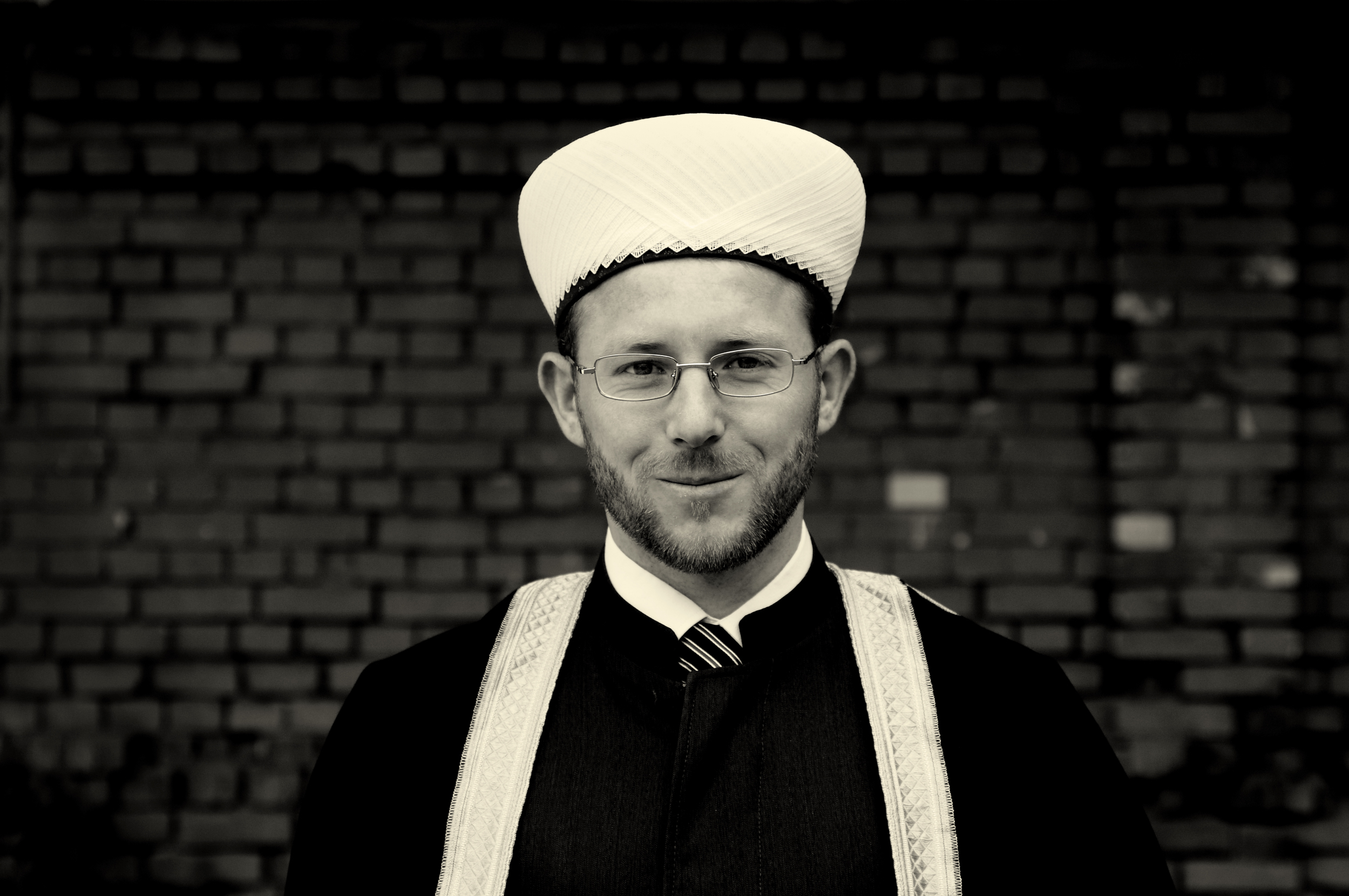
Муфтій ДУМУ «Умма» Шейх Саїд Ісмагілов (7 жовтня 2009)

Шейх Саїд Ісмагілов є послідовником сунітської гілки ісламу і прихильник ідеї аль-васатия, що означає поміркованість, збалансовану середину, відмову від крайнощів та радикалізму. Виступає за здоровий міжрелігійний діалог та толерантність в суспільстві.

### Рік 2002
З 2002 р. Саїд стає імамом Донецької мусульманської громади «Дуслик». Перебував на цій посаді до початку 2009 року. До цього він вже був на посаді імама в місті Шахтарськ (Донецька область).

### Рік 2009
З 2009 р. є постійним членом «Ради Духовних Управлінь мусульман України».
25 січня 2009 р. в Києві був обраний муфтієм Духовного управління мусульман України «Умма», яке було зареєстровано Державним комітетом України у справах національностей та релігій наказом № 79 від 11 вересня 2008 року.

### Рік 2011
З 2011 р. — входить до складу робочої групи вчених, яка працює над канонічним перекладом Священного Корану на українську мову.

### Рік 2012
У 2012 р. — втретє переобраний на посаду муфтія ДУМУ «Умма».

### Рік 2013

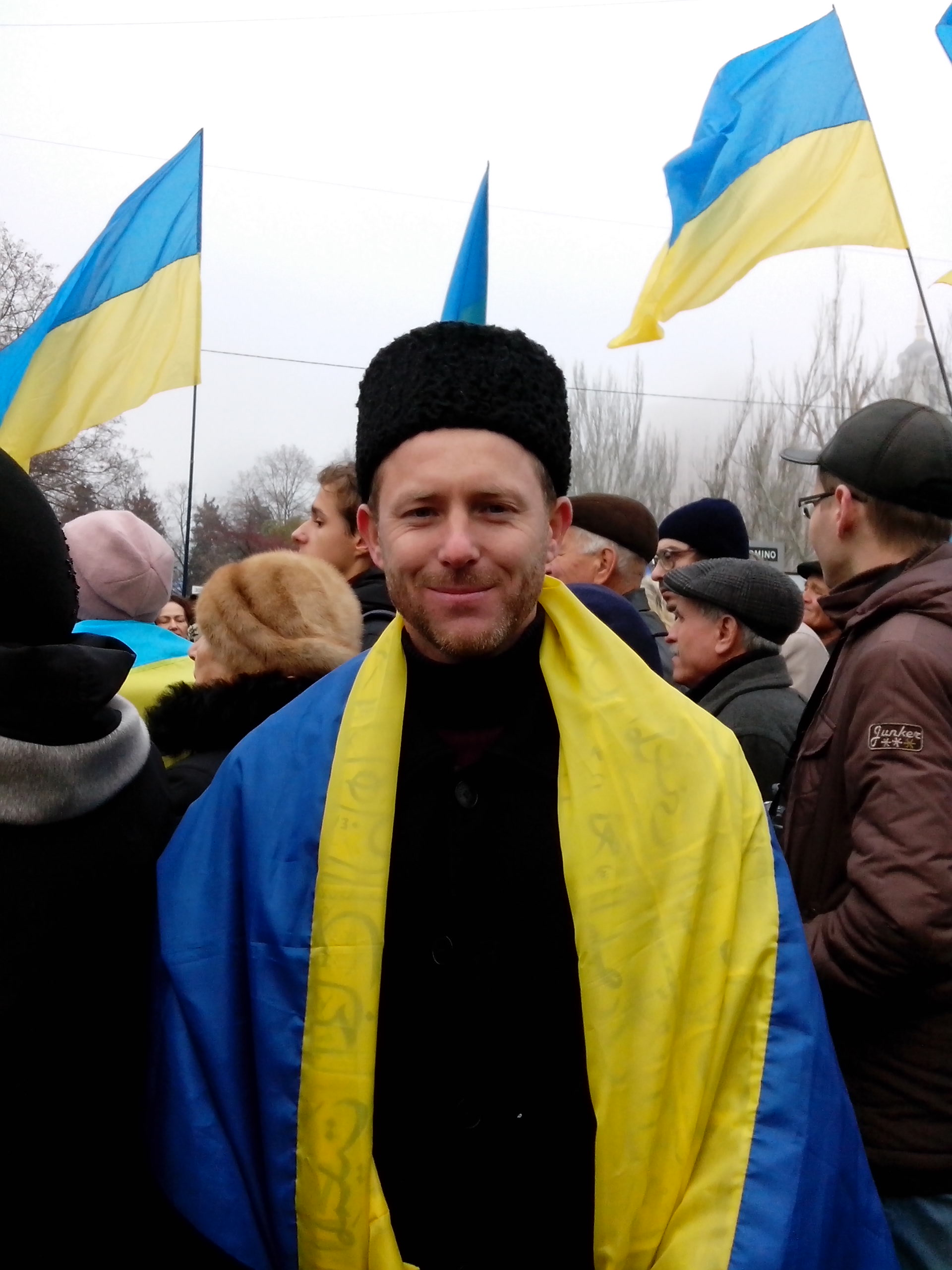
Саїд Ісмагілов на донецькому проукраїнському мітингу біля пам'ятника Тарасу Шевченку 24 листопада 2013 р.

З листопада 2013 року був активним учасником подій «Революції гідності» новітньої історії України, беручи участь безпосередньо як громадянин України у публічних заходах, мітингах, демонстраціях тощо, а також висловлював свою думку на підтримку та захист протестувальників як публічна особа і духовний лідер мусульман України.

### Рік 2014
Під час кривавих подій на Майдані 20 лютого 2014 року (розстрілу людей) дає інтерв'ю на Громадському. ТБ, де говорить про гріх братовбивства, а також про те, що представники всіх конфесій, в тому числі і мусульмани, моляться за мир в Україні й закликають зупинити кровопролиття. А вже 21 лютого на п'ятничній проповіді в Ісламському культурному центрі, що була присвячена цінності людського життя, муфтій ДУМУ «Умма» Саїд Ісмагілов звернувся до вірян зі словами. : 
| “Сьогодні, у цей тяжкій для всієї України період, коли гинуть люди й проливається кров, коли нашу країну намагаються розірвати на куски, ми хотіли б на проповіді поговорити про цінність та важливість людського життя. Життя, яким всіх нас наділив Всевишній Аллаг, і воно є недоторканим” |
Також в тексті звернення до громадян і політиків від імені ДУМУ «Умма» виказує підтримку комюніке, що було прийняте 22 січня 2014 р. Всеукраїнською радою церков і релігійних організацій на екстреному засіданні, в якому учасники «закликали до негайного припинення кровопролиття, засуджують використання церков і релігійних організацій у політичних маніпуляціях, а також просять про термінову зустріч з Президентом України та лідерами опозиції», — говориться в тексті звернення.
У наступному зверненні до мусульман України та всього українського народу каже про народження нового українського суспільства і ті проблеми та труднощі, які постануть на шляху його творення. Далі муфтій стверджує, що мусульмани України — невіддільна і важлива частина українського суспільства і від імені ДУМУ «Умма» закликає "всіх мусульман нашої країни активно долучитися до процесів створення нової України, у якій буде подолано корупцію і безвідповідальність влади, держави, у якій переможуть принципи гуманізму.

#### Реакція наанексію Криму
У зв'язку з погіршенням ситуації на Кримському півострові 7 березня в мечетях та ісламських культурних центрах Духовного управління мусульман України «Умма» відбулися молитви за мусульман Криму, а муфтій Саїд Ісмагілов виказав стурбованість з цього приводу і зазначив, що для мусульман України вкрай стурбовані військовою інтервенцією на півдні України. Разом з іншими релігійними діячами Донбасу 15 березня 2014 року бере участь у пресконференції Ради церков і релігійних організацій Донецької обл. (членом якої є ДУМУ «УММА»), на якій було зачитано текст Звернення до українського народу з приводу подій, що відбуваються в країні. В цьому документі було визначено дії сусідньої держави як міжнародний злочин проти людяності, прав і свобод українського народу та пролунав заклик до молитви за мир, спокій, цілісність і єдність нашої країни. Після подій на Майдані, під час анексії Криму посилює свою громадську та проповідницьку діяльність. Виступає проти анексії Криму Російською Федерацією. Вважає, що становище мусульман у Росії гірше, ніж в Україні, а російські ЗМІ — головні винуватці війни на Донбасі. В одному зі своїх звернень Муфтій навів низку прикладів того, яку свободу і розвиток має іслам в Україні, та звертається до мусульман у світі не посилати в Україну військових найманців.
1. Муфтій Саїд Ісмагілов: «Ми підтримуємо своїх одновірців у Криму» (від 2014_06_26):http://umma.in.ua/?p=1726 [Архівовано 3 листопада 2014 у Wayback Machine.]
2. Муфтий ДУМУ «Умма» Саид Исмагилов: «Испытания, выпавшие крымским татарам, должны их сплотить и возвратить к вере» (від 2014_03_27): https://web.archive.org/web/20141103042320/http://islam.in.ua/4/rus/full_articles/8129/visibletype/1/index.html

#### Під час подій на Сході України
Довгий час залишався в Донецьку та Маріуполі під час розв'язання війни проти України сусідньою державою (Росією) на Сході України, де постійно висвітлював події.
В інтерв'ю «Голос Америки» від 20 травня 2014 р. каже про те, що головна причина з якої мусульмани підтримують Україну в тому, що це забезпечує їм більше прав та свобод, ніж в їх одновірців у Росії. Також він висловив побоювання, що відокремлення від України та збільшення впливу Росії може означати для багатьох релігійних етнічних меншин погіршення положення.
Разом з представниками інших релігій, бере активну участь у визволенні з полону греко-католицького священника о. Тихона (Кульбаки). Був активним учасником Міжконфесійного молитовного марафону «За мир і єдність в України» (м. Донецьк), що бере свій початок з 4 березня 2014 та численних мітингів за мир, які проходили в Донецьку навесні 2014 року.
1. Виступ на Живому. ТБ[19]
2. Мусульмани в сьогоднішній Україні (від 2014_05_07): http://umma.in.ua/?p=1520 [Архівовано 3 листопада 2014 у Wayback Machine.]
3. Звернення муфтія ДУМУ «Умма» на телеканалі «Донбас» (відео) (від 2014_05_23):http://umma.in.ua/?p=1597 [Архівовано 3 листопада 2014 у Wayback Machine.]
4. Саїд Ісмагілов: «Допоможіть захисникам нашої Батьківщини — здайте кров!» (від 2014_06_12):http://umma.in.ua/?p=1675 [Архівовано 3 листопада 2014 у Wayback Machine.]

### Рік 2015
У зверненні щодо подій у Франції 7 січня 2015 року висловив співчуття родичам усіх загиблих журналістів журналу Charlie Hebdo в Парижі. Далі у заяві йдеться:

| Незважаючи на те, що журнал публікував карикатури на пророка Мухаммада (мир йому!), що, безсумнівно, ображає релігійні почуття мусульман, такі питання повинні вирішуватися цивілізованим способом у правовому полі кожної конкретної країни. Господь їм суддя. Іслам не дозволяє влаштовувати насильство, вбивства і беззаконня, тому сьогоднішній злочин став шоком для всього європейського мусульманського співтовариства. Ми не знаємо,чи були злочинці мусульманами, чи ні, пов'язано це з карикатурами, чи пов'язано з зовнішньополітичною позицією Франції, але нам дуже неприємно, що в черговий раз звинувачують Іслам і мусульман. Навіть якщо виявиться, що злочинці вважають себе мусульманами, ми — мусульмани Європи засуджуємо такі дії. |
Далі, він як муфтій мусульман країни, прохає не слідувати закликам тих, хто пропонує у всіх країнах публікувати карикатури на пророка Мухаммада, особливо в Україні, де взаєморозуміння і дружба між українцями є дуже важливою на тлі війни проти нашої країни і вважає не випадковим в цьому контексті заклик Ходорковського до публікації карикатур на пророка. Також висловлює прохання до журналістів бути коректними і через злочин окремих осіб не розпалювати образи всередині країни та готовність пояснити позицію ісламу і відповісти на питання.

### Рік 2017
Діяльність в основному присвячена консолідації мусульман України, розвіювання негативних міфів про Іслам і мусульман. Бере участь в міжкультурному та міжконфесійному діалозі, є одним з ініціаторів створення служби імамів-капеланів у ЗСУ.
1. Про українських мусульман в окупації, про відмінності між мусульманами Західної і Центральної Європи, світовому тренді ісламофобії, антимусульманської політиці Кремля і про те, чому іслам в Росії знаходиться під контролем ФСБ[21]
2. Шейх Саїд: З ім'ям Аллаха захищати свою землю - це святий обов'язок українських мусульман[22]

### Рік 2018
У червні записав відеозвернення на підтримку ув'язненого у Росії українського режисера Олега Сенцова

### Рік 2022
Склав повноваження муфтія:
Завершив свою роботу муфтієм у Духовному управлінні мусульман України “УММА”. Власне, це сталося 24 лютого, коли життя всіх українців розділилося на «до» і «після». У березні було домовлено, що я передам повноваження муфтія і присвячу себе обороні України і порятунку наших поранених. Свого часу я не робив жодних заяв публічно, хоча багато хто з вас все розумів

## Політична діяльність
Брав участь у позачергових виборах народних депутатів України 26 жовтня 2014 року, як кандидат у народні депутати України від політичної партії Всеукраїнське політичне об'єднання «Україна — єдина країна», у загальнодержавному багатомандатному виборчому окрузі. Був четвертим в списку партії..
Під час вторгнення Росії до України 2022 року виступив із зверненням до арабського світу не ставати найманцями зі сторони РФ. Перед цим передували різноманітні відомості зі сторони Росії, що проти України будуть вербувати найманців в першу чергу із Сирії.

## Наукова діяльність
У період 2001—2002 р. викладав богословські та релігієзнавчі дисципліни в Українському ісламському університеті (Донецьк). Викладав релігієзнавчі дисципліни в ДонДІШІ. Учасник багатьох вітчизняних і міжнародних науково-практичних конференцій.
2013 р. разом з іншими науковцями створив ВГО «Український центр ісламознавчих досліджень» і був обраний його Президентом.
На конференції «Третій світ у контексті цивілізаційних вимірів розвитку та глобальних викликів XXI ст.» висловив думку про те, що недовіра в світі до ісламських політичних проектів викликана тим, що жодному власне ісламському політичному проєкту не дали змогу реалізуватися.